# Halbblut
Halbblut er en tysk stumfilm fra 1919 af Fritz Lang.

## Medvirkende
- Ressel Orla som Juanitta
- Carl de Vogt som Axel van der Straaten
- Gilda Langer
- Paul Morgan
- Carl Gerhard Schröder